# Crack (album)
Crack is het twaalfde solo-album door Z-Ro. De gasten waren Slim Thug, Mike D, Paul Wall, Lil' Keke en Mýa. Het album vertelt het levensverhaal van Z-Ro, net als bij zijn meest albums. De screwed & chopped versie kwam uit op 28 oktober 2008, die gemaakt was door Michael 5000 Watts. 

## Afspeellijst
| Nr. | Titel                                        | Producer(s)        | Duur |
| --- | -------------------------------------------- | ------------------ | ---- |
| 1.  | Crack (Intro)                                | Bigg Tyme, Z-Ro    | 2:59 |
| 2.  | Baby Girl                                    | Bigg Tyme, J Moses | 4:08 |
| 3.  | Here We Go (featuring Mike D)                | Z-Ro               | 4:36 |
| 4.  | Call My Phone (featuring Slim Thug)          | Z-Ro               | 4:51 |
| 5.  | If That's How You Feel (featuring Lil' Keke) | Mr Lee             | 4:34 |
| 6.  | Lonely                                       | Z-Ro               | 3:54 |
| 7.  | Made                                         | Z-Ro               | 4:40 |
| 8.  | The Mo City Don                              | Mr Lee             | 4:02 |
| 9.  | Top Notch (featuring Pimp C)                 | Mr Lee             | 3:55 |
| 10. | Rollin                                       | Z-Ro               | 4:33 |
| 11. | Tired (featuring Mýa)                        | Tone Capone        | 4:14 |
| 12. | You                                          | Z-Ro               | 4:16 |
| 13. | Eyes on Paper (featuring Paul Wall)          | Cory Mo            | 4:48 |
| 14. | 25 Lighters                                  | Z-Ro               | 9:21 |
| 15. | Paid My Dues                                 | Z-Ro               | 4:08 |